# Кин, Джоуи
Джо́уи Ки́н (англ. Joey Keane; род. 2 июля 1999, Чикаго, Иллинойс) — американский хоккеист, защитник московского «Спартака».

## Клубная карьера
Кин начал свою юношескую хоккейную карьеру в 2015 году в клубе «Дубук Файтинг Сэйнтс» из Хоккейной лиги США, проведя в сезоне 2015/16 67 матчей и набрав 13 (3+10) очков. В 2016 году перешёл в «Барри Кольтс» из Хоккейной лиги Онтарио. По итогам сезона 2017/18 был выбран в третью команду всех звёзд ОХЛ. В 2018 году был выбран в 3-м раунде под общим 88-м номером клубом «Нью-Йорк Рейнджерс» на драфте НХЛ. Проведя в составе «Барри» три сезона, в конце 2018 года был обменян в «Лондон Найтс», где провёл концовку сезона 2018/19.
Перед началом сезона 2019/20 перешёл в фарм-клуб «Рейнджерс» — «Хартфорд Вулф Пэк» из Американской хоккейной лиги, где он дебютировал на профессиональном уровне. Как новичок АХЛ, он был выбран для участия в матче всех звёзд 2020 года. 14 февраля 2020 года был вызван в «Рейнджерс» после того, как забросил восемь шайб и сделал 20 передач в 48 играх за «Хартфорд», но так и не сыграв за клуб вернулся в состав фарм-клуба. 18 февраля 2020 года Кин был обменян в «Каролину Харрикейнз», где начал выступать за фарм-клуб «Чикаго Вулвз». 10 мая 2020 года дебютировал в Национальной хоккейной лиге в матче против «Нэшвилл Предаторз». В сезоне 2021/22 провёл 80 матчей за «Чикаго» и набрал 45 (8+37) очков и стал обладателем Кубка Колдера, также провёл один матч в НХЛ.
25 июля 2022 года перешёл в московский «Спартак», подписав контракт на один год. В сезоне 2022/23 провёл за клуб 64 матча и набрал 24 (6+18) очка при показателе полезности «-13» и стал лидером по результативности среди защитников клуба. 8 сентября 2023 года «Спартак» и Кин заключили новый контракт сроком на один год. В сезоне 2023/24 провёл 44 матча, в которых набрал 11 (4+7) очков. 30 апреля 2024 года покинул «Спартак» в связи с истечением срока контракта. После двух сезонов в московском «Спартаке», где Кин набрал 35 очков в 108 матчах, он вернулся в США и 19 сентября 2024 года подписал пробный контракт с «Сан-Хосе Шаркс». 27 сентября 2024 года Кин был переведён в фарм-клуб «Шаркс» в АХЛ «Сан-Хосе Барракуда», где и провёл сезон 2024/25. 15 июля 2025 года Кин вернулся в «Спартак», заключив соглашение с клубом на два года.

## Достижения
- Включение в третью команда всех звёзд ОХЛ: 2018
- Участник матча всех звёзд АХЛ: 2020
- Включение в сборную новичков АХЛ: 2020
- Обладатель Кубка Колдера: 2022